# Carlo Antonio Procaccini
Carlo Antonio Procaccini né à Bologne le 13 janvier 1571 et mort à Milan en 1630 est un peintre italien de la Renaissance tardive actif principalement à Milan.

## Biographie
Carlo Antonio Procaccini était le troisième fils d'Ercole, le frère de Camillo et Giulio Cesare (l'aîné), et le père d'Ercole Procaccini il Giovane (1605-1675). Il a été initialement formé par son père et il excellait dans la peinture des paysages et des natures mortes de fleurs et de fruits.
Nous ne connaissons pas la date de la mort de Procaccini, qui est encore en vie en 1628. Il est très probable qu'elle s'est produite pendant la peste de 1630.

## Œuvres
- Flora, Académie Carrara
- Le martyre de saint Sébastien, Pinacothèque, Castello Sforzesco, Milan.
- Le Mariage mystique de sainte Catherine, Pinacothèque de Brera, Milan.
- Vierge et l'Enfant avec des saints et des anges, Metropolitan Museum Of Art, New York.
- Saint Sébastien porté par les anges (1610), Musées royaux des beaux-arts, Bruxelles.
- La Tentation du Christ.
- Le Jardin d'Eden.
- Sacra Famiglia con San Giovannino, collection privée

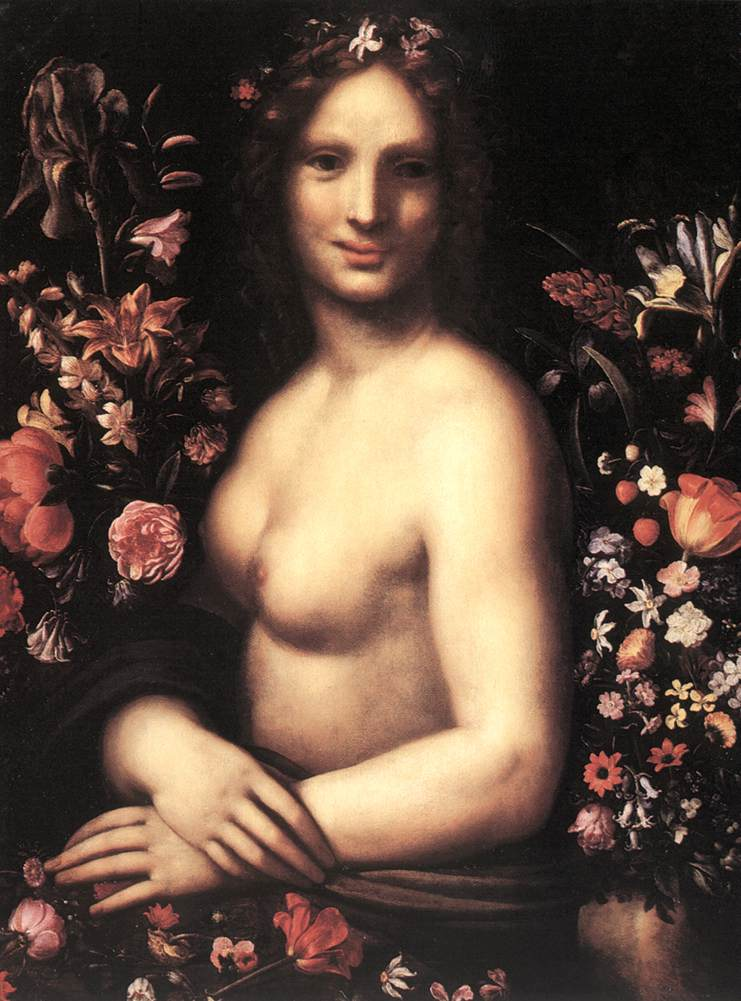
Flora - Académie Carrara.
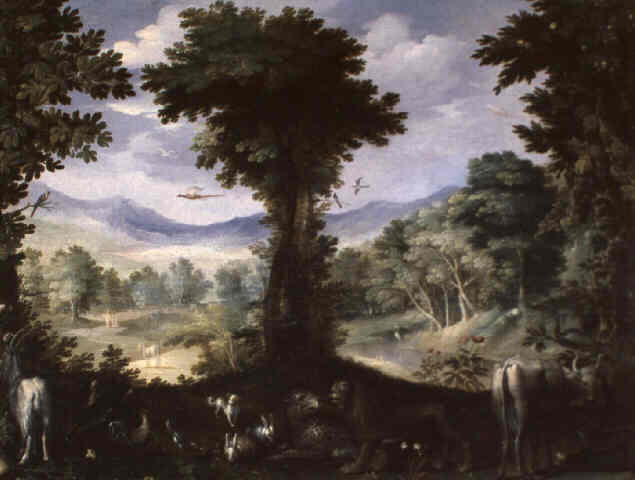
Le Jardin d'Eden.
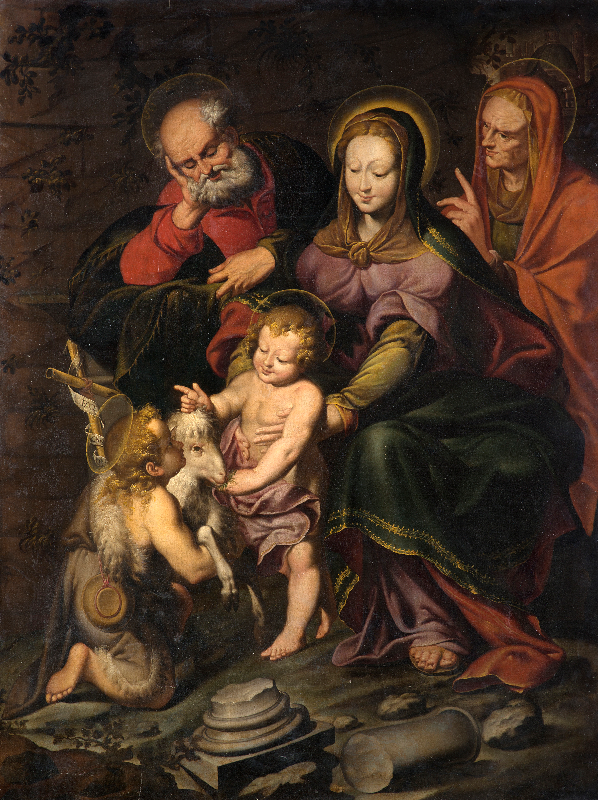
Sacra Famiglia con San Giovannino, collection privée.